# Дифузна мијелинокластична склероза
Дифузна мијелинокластична склероза  (акроним ДМС) или  Шилдерова болест ретка је неуродегенеративна болест која се клинички манифестује као псеудотумоурска демијелинизирајуће лезије, што отежава њену дијагнозу. Обично почиње у детињству, између 5 и 14 година старости детета, али се може јавити и код одраслих. Ову ретку, прогресивна и увек фатална болест централног нервног система карактерише атрофија надбубрежне жлезде и дифузна церебрална демијелинизација. Главне клиничке карактеристике су прогресивна деменција, спастичност, кортикално слепило, глувоћа, хемиплегија, квадруплегија и псеудобулбарна парализа. Већина пацијената умире у року од неколико месеци након појаве болести.

## Опште информације
Како је нејасно је да ли је дифузна мијелинокластична склероза варијанта мултипле склерозе (МС) или сама болест, она се сматра једним од граничних облика мултипле склерозе, коју неки аутори сматрају посебном болешћу, а други варијантом мултипле склерозе. Остале болести у овој групи су неуромијелитис оптичког живца, Балова концентрична склероза и Марбург мултипла склероза.
Недавни напредак у неурохемији учинио је очигледним да Шилдерова болест припада хетерогеној групи поремећаја која укључује Крабеову болест, Балову концентричну склерозу, метахроматску леукодистрофију и адренолеукодистрофију. Према томе Шилдерова болест не постоји као посебан ентитет и може се предвидети да ће епоним на крају бити потиснут у заборав.

## Историја
Први пут ју је ДМС описао Пол Фердинанд Шилдер 1912. године, и скоро сто година је коришћен термин „Шилдерова болест“. Међутим исто име је коришћено и за описивање неке друге патологије беле мождана масе, што је уносило забуну.
Године 1986. Посер је покушао да ограничи употребу назива Шилдерове болести на болест описану овде, али ово име је и даље остало у употреби. 
Назив потиче од традиционалне класификације демијелинизирајућих болести у две групе: 
Демијелинизирајућа мијелинокластична болест  - у којој је нормалан и здрав мијелин уништен токсичном, хемијском или аутоимуном супстанцом.
Демијелинизирајућа леукодистрофична болест  (коју је Посер назвао дисмијелинизирајућим болестима) - у којој је мијелин абнормалан и дегенерисан

## Епидемиологија
Фреквенција
До данас је пријављено мање од 20 спорадичних случајева (претежно код мушкараца).
Морталитет/Морбидитет
Пре МР скенирања, дијагноза је постављена само на обдукцијској анализи; стога су се случајеви сматрали подједнако фаталним. Даље усавршавање разумевања морбидитета и морталитета зависиће од дијагностичких критеријума у одсуству непатолошког дијагностичког теста. Смрт у пријављеним случајевима наступила је у року од неколико дана до више месеци. Демографија
Старост
Седам од 9 случајева Шилдерове болести догодило се код дечака, од којих су сви били млађи од 10 година. Два додатна случаја су се десила код адолесцената или одраслих жена. Строге дефиниције Шилдерове болести ( билатералне велике лезије без додатних плакова или других налаза) резултуј код 7 пацијената, дечака, чија је болест настала углавном између 7 и 10 година. Два додатна случаја су се десила код жена старијих од 13 година.

## Патофизиологија
Карактеристична је патологија оних случајева који највише личе на Шилдеров оригинални случај. Широко распрострањена демијелинизација обе хемисфере мозга са различитим степеном повреде аксона налази се у случајевима на обдукцији. Лезије су обично донекле асиметричне, имају оштре ивице и налазе се непосредно уз субкортикални руб беле мождане масе. Сличне демијелинативне промене се често налазе у можданом стаблу и малом мозгу. Повреда аксона, у виду Валерове дегенерације, може се јавити у целом нервном систему, али промене су посебно изражене у кичменој мождини. У тешким случајевима, патологија стога више личи на ону код мултипле склерозе него на акутни дисеминовани енцефаломијелитис.
Неки истраживачи су описали случајеве са карактеристичним билатералним лезијама које су нешто мање од оних у претходној групи, односно лезијама које су повезане са додатним вишеструким малим плаковима. Изглед ових плакова више личи на уобичајени плак мултипле склерозе него на типичне акутне дисеминоване лезије енцефаломијелитиса. Ови случајеви имају тенденцију да се манифестују у адолесценцији или одраслом добу пре него у детињству, а њихов клинички ток је варијабилнији од акутних тешких и шире распрострањених случајева.

## Клиничка слика
Дифузна мијелинокластична склероза се често јавља одмах након заразне болести и начешће може почети општим осећајем нелагодности и грозницом.
Касније, симптоми могу укључивати:
- Главобољу
- Потешкоће са говором
- Промене личности
- Повраћање
- Проблеми са пажњом
- Проблеми са равнотежом
- Проблема са меморијом
- Напади
- Тремор
- Инконтиненција
- Слабост мишића, посебно на једној страни тела
- Проблеми са слухом и видом
- Раздражљивост
- Спорост кретања

Како се болест погоршава, симптоми могу постати озбиљнији, па се може јавити:
- Постепени губитак свести и реаговања
- Проблеми са контролом црева и бешике
- Неухрањеност
- Проблеми са дисањем, крвним притиском и откуцајима срца

## Дијагноза
Код већине пацијената са дијагнозом дифузне мијелинокластичне склерозе, карактеристике ликвора се значајно разликују од оних које се типично налазе код мултипле склерозе и сличније су онима које су раније пријављене код пацијената са:
- мијелинским олигодендроцитним гликопротеином,
- имуноглобулином Г (ИгГ),
- акутним дисеминованим енцефаломијелитисом,
- Баловом концентричном склерозом.

На основу овога подаци из литературе сугеришу да су дифузна мијелинокластична склероза и мултипле склерозе имунопатолошки различити ентитети у већини случајева.

## Терапија
Лечење кортикостероидима може бити ефикасни код неких пацијената. 
Додатне могућности лечења су бета-интерферон или имуносупресивна терапија.
Остала терапија је супоративна и укључује:
- физиотерапију,
- радну терапију и
- нутритивну подршку у каснијим фазама болести након што пацијенти изгубе способност да једу.

Како не постоји лек за Шилдерову болест, пацијенти различито реагују на лечење, па сед тако код неких пацијената стање значајно побољшава па болест може прећи у ремисију.

## Прогноза
Прогноза ове болести је веома варијабилна и може имати три различита тока: 
- монофазни, неремитирајући;[2][14]
- ремитирајући;[15][16]
- прогресивни, са повећањем дефицита.[17]